# Pflanzenerde
Pflanzenerde bezeichnet ein für den Hobbygärtner und Pflanzenliebhaber industriell hergestelltes humusreiches Substrat. Dieses soll das schnelle und gesunde Wachstum der eingesetzten Pflanzen sicherstellen. Bevor der Handel entsprechende Fertigprodukte zur Verfügung stellte, wurden für diesen Zweck wegen des lockeren Substrats gern Maulwurfshügel genutzt.

## Blumenerde
Im Handel erhältliche Blumenerde ist in der Regel ein aus Torf, Kalk, Düngemitteln und Zuschlagstoffen hergestelltes Kultursubstrat. Die Hersteller verwenden zunehmend auch Kompost, Holzfasern, Borke und wegen des wachsenden Preisdrucks Recycling-Material aus diversen Quellen. Blumenerden, in denen der Torf ganz oder teilweise durch andere Stoffe ersetzt wird, werden entsprechend als „torffrei“ oder „torfreduziert“ beworben. Dies geschieht vor dem Hintergrund des aus ökologischer Sicht problematischen Torfabbaus. Moore speichern doppelt soviel Kohlenstoff wie alle Wälder der Welt und durch den Torfabbau werden beträchtliche Mengen Kohlenstoff wieder freigesetzt. Obwohl die Verwendung von Torf im Gartenbau zunehmend kritisiert wird, bringen Hobbygärtner pro Jahr noch immer über zwei Millionen Kubikmeter Torf in ihren Gärten aus. Allerdings muss berücksichtigt werden, dass die alternativen Zuschlagstoffe mengenmäßig nicht ausreichen, um einen kompletten Torfersatz im Hobbybereich zu gewährleisten. Zumal die Qualitäten nicht immer entsprechend gut sind und durch die Konkurrenz der regenerativen Energien auch viele Torfersatzstoffe in die Verbrennung zwecks Energiegewinnung gehen. Die Hersteller bieten neben „Universalblumenerde“ eine Vielzahl von speziell auf bestimmte Anwendungsbereiche zielenden Produkten an. Diese unterscheiden sich in der Art und Menge der Zuschlagstoffe und in der Düngerabmischung. Blumenerden enthalten in der Regel eine ausgewogene Erstversorgung eines NPK-Düngers, der nach einiger Zeit durch Düngergaben ersetzt werden muss. Auch bei der Blumenerde gilt, dass in der Regel die höherwertigen Produkte etwas mehr kosten.
Blumenerden, insbesondere auf Torf basierende Mischungen, enthalten mitunter zu wenig Spurenelemente. Durch eine Zugabe von Urgesteinsmehl kann dieser Mangel ausgeglichen werden.
Eine verbreitete Praxis besteht darin, Universalblumenerde mit bis zu ca. 50 Prozent Sand zu mischen, um so auf preisgünstige Weise Kultursubstrate für trockenheitsliebende Pflanzen (Kakteen, Sukkulenten) zu erhalten oder generell den Wasserabfluss zu verbessern. Für dieses Verfahren eignen sich Sande mit wenig bindigen Bestandteilen.

## Spezialerden
Zu unterscheiden von diesen Blumenerden sind Anzuchterden und Rhododendronerden. Die Anzucht- und Aussaaterden sind besonders fein abgemischt und weisen eine geringer dosierte Düngerversorgung, verbesserte Drainage und sorgsam ausgesuchte Rohstoffe aus, da Keimlinge und Setzlinge empfindlicher sind als umzutopfende Pflanzen. Rhododendren, Azaleen und andere Moorbewohner benötigen sauren Boden. Rhododendrenerde ist zu diesem Zweck weniger neutralisiert – sprich der pH-Wert ist niedriger.
Orchideenerde ist meist ein Gemisch aus Borke, Holzfasern und anderen Pflanzenfasern sowie einem geringen Teil Torf, wobei ein hoher Anteil groben Materials enthalten ist. Feinkörnige Bestandteile sind kaum enthalten, wodurch sich Orchideenerde grundlegend von anderen Blumenerden unterscheidet.
Graberde ist eine besonders dunkle Blumenerde zur Verwendung in Friedhöfen. Häufig wird hierzu Erde durch Ruß dunkel gefärbt. 
Blumenerde wird in der Regel nicht nach Gewicht verkauft, sondern nach Volumen. Dadurch soll vermieden werden, dass der Anbieter die Produktmenge durch einen höheren Wasseranteil streckt. Die Dichte von Universalblumenerde liegt bei 400 bis 500 kg/m3.

### Bilder

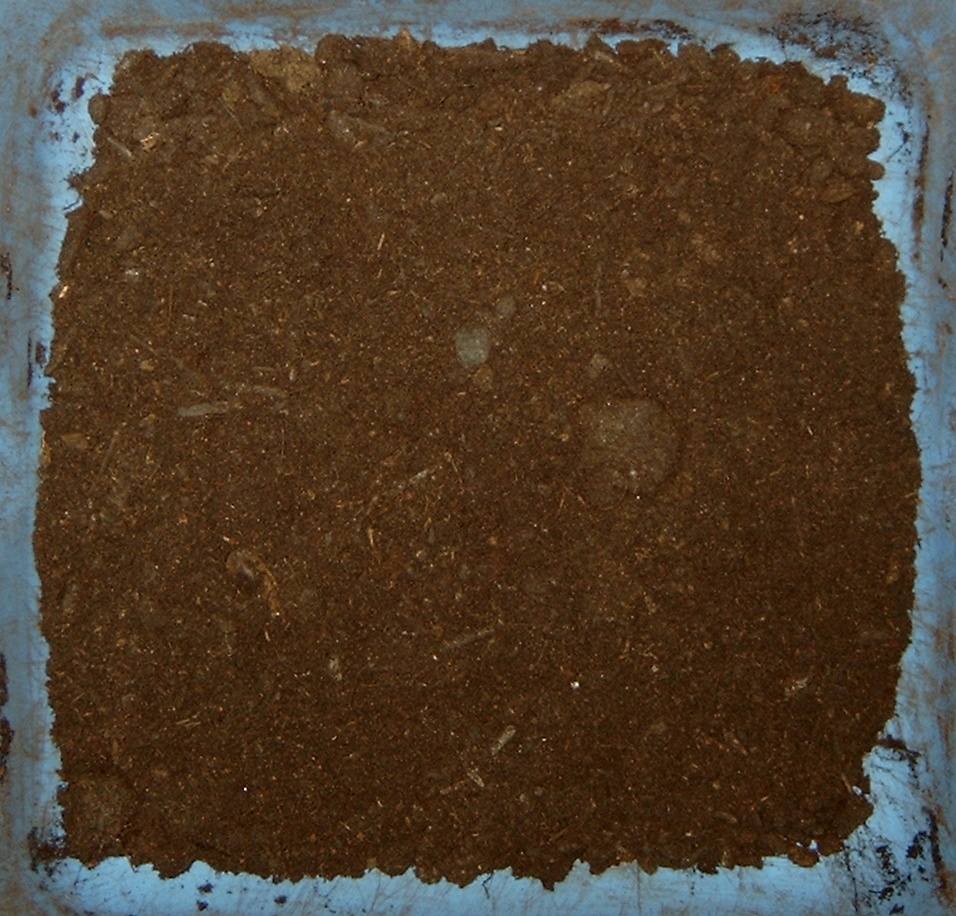
Universalblumenerde
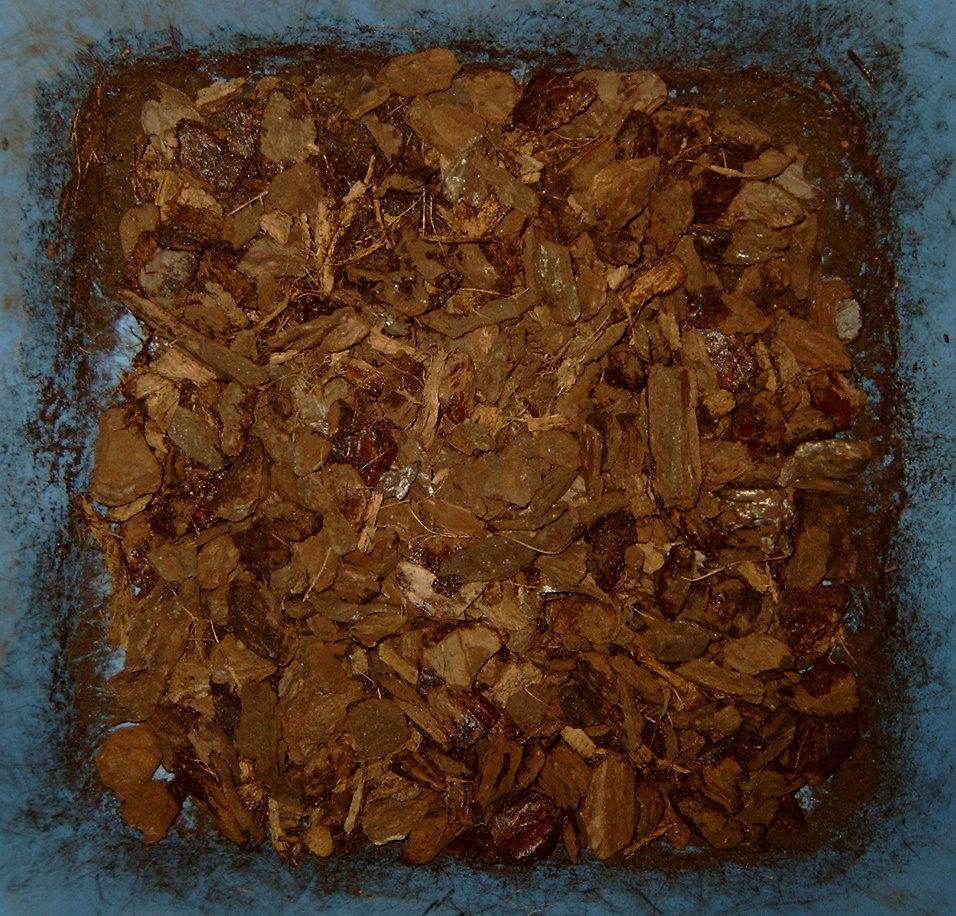
Orchideenerde

- Universalblumenerde
- Orchideenerde